# Megaraneus
Megaraneus gabonensis es una especie de araña araneomorfa de la familia Araneidae. Es el único miembro del género monotípico Megaraneus. Es originaria de África.